# Rue de la Violette
La rue de la Violette est une ancienne rue de commerce du centre historique de Liège (Belgique) qui contourne l'hôtel de ville de Liège appelé la Violette.

## Odonymie

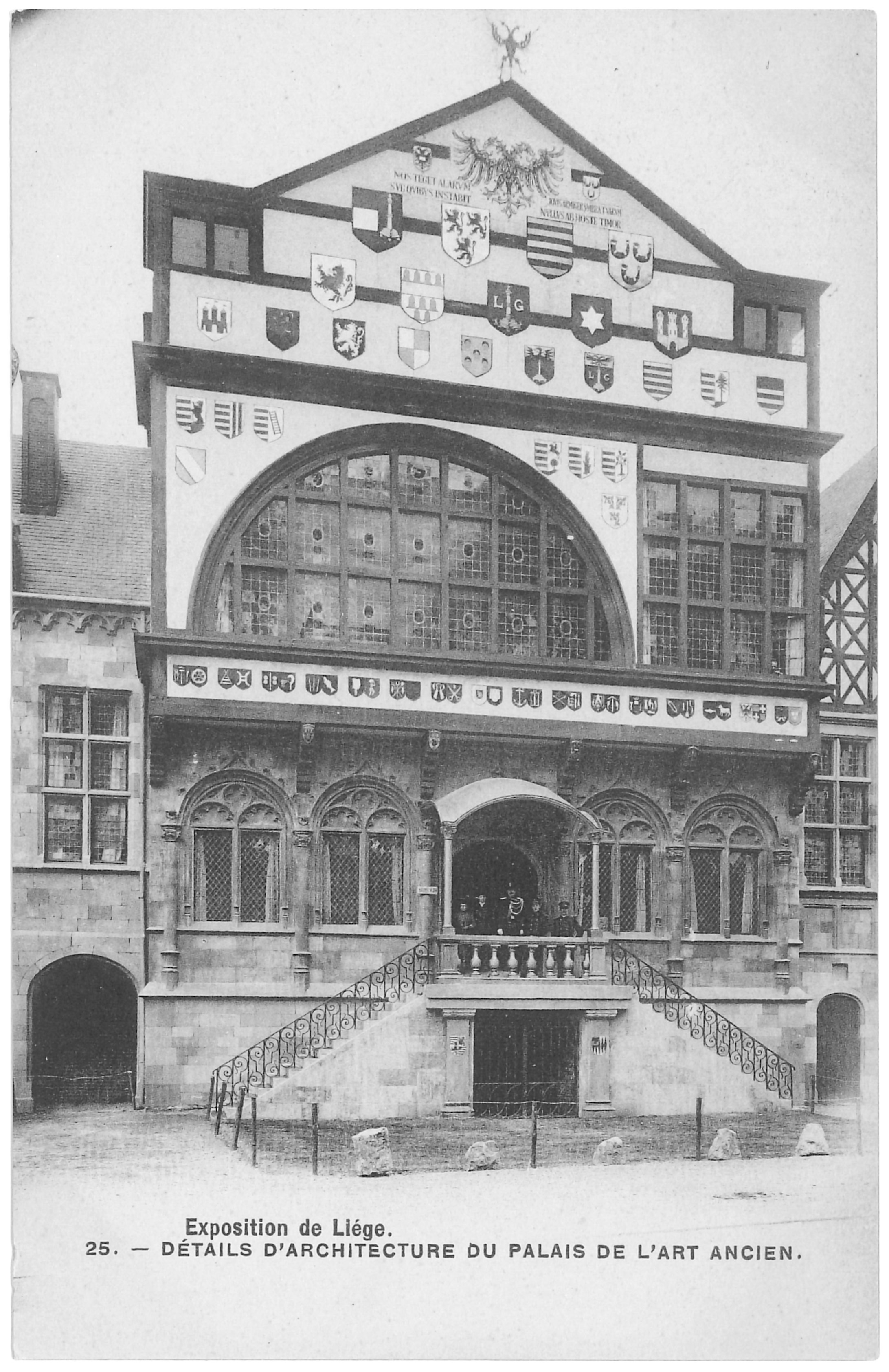
La façade de la Violette reconstituée pour l'Exposition universelle de Liège de 1905

C’est en fait au XIIIe siècle que les magistrats chargés de l'administration communale, désireux d'affirmer leur indépendance à l'égard du prince-évêque, choisissent pour y tenir leurs réunions une maison bourgeoise de la place du Marché, désignée par son enseigne « La Violette ». Cette maison complètement reconstruite de 1714 à 1718 est devenue l'hôtel de ville de Liège.

## Description
Cette rue commerçante plate et pavée contourne par l'arrière l'hôtel de ville en opérant deux virages à angle droit.

## Architecture
Quelques immeubles de commerce contigus de la section de la rue donnant sur la place du Marché (à gauche de la façade avant de l'hôtel de ville) sont repris à l'inventaire du patrimoine culturel immobilier de la Wallonie. 
Parmi ceux-ci, l'immeuble situé aux nos 3/5 possédant aux étages 18 baies jointives par groupes de trois date de la première moitié du XVIIIe siècle et celui des nos 11/13 comptant sept travées sur deux étages a été construit lors du dernier tiers du XVIIIe siècle.
Une étroite impasse grillagée autrefois dénommée l'impasse du Perron mène à une maison (no 7) érigée au cours du XVIIe siècle.
Si la façade avant de l'hôtel de ville est située sur la place du Marché, les façades latérales et arrière se situent le long des trois sections de la rue de la Violette.

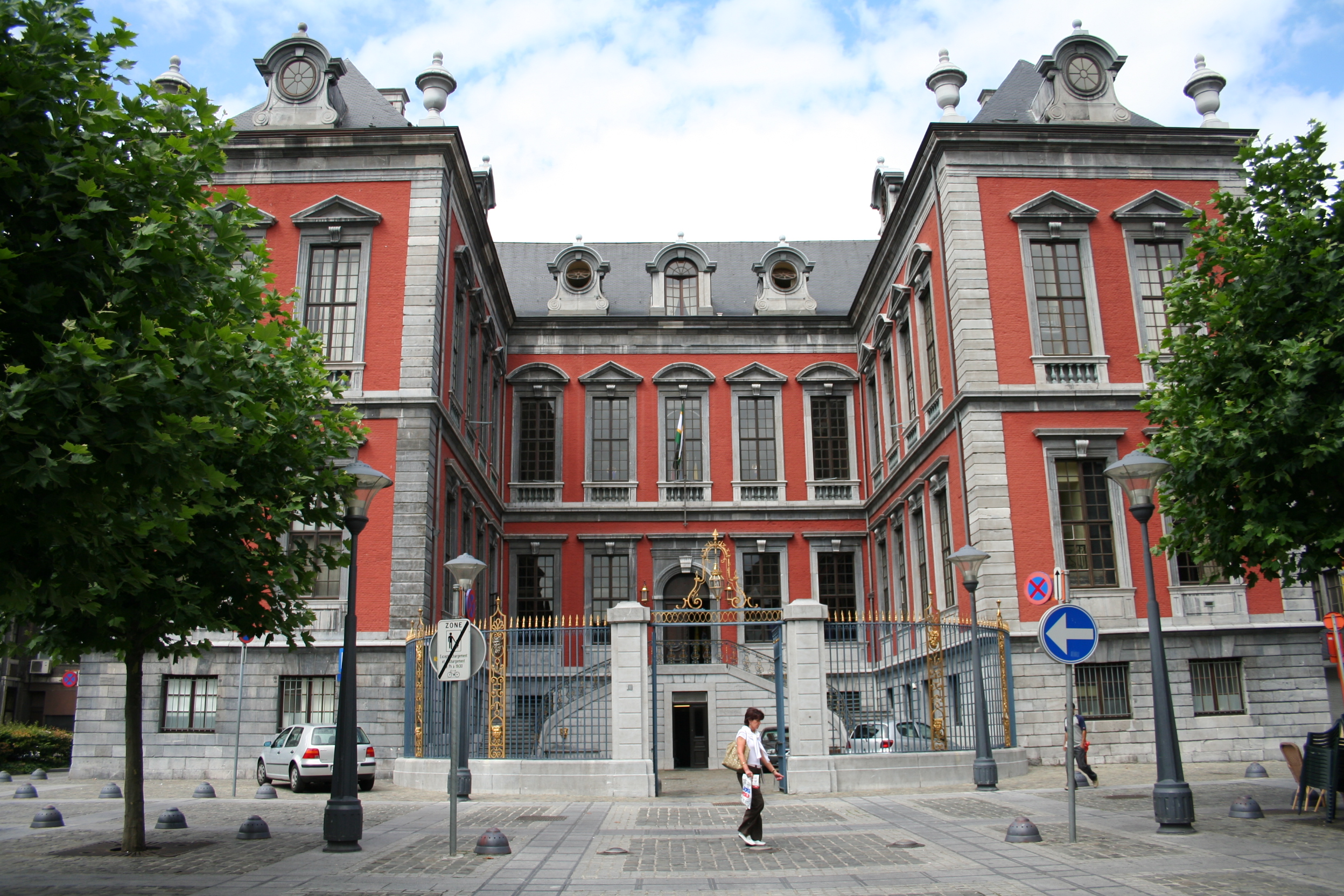
La façade arrière de l'hôtel de ville

## Voiries adjacentes
- Place du Marché
- Rue de Bex
- Rue de l'Épée
- Rue Ferdinand Hénaux
- Place du Commissaire Maigret
- Espace Tivoli

### Source et lien externe
- Claude Warzée, « La place du Marché »(Archive.org • Wikiwix • Archive.is • Google • Que faire ?), sur Histoires de Liège, 19 juillet 2018 (consulté le 7 août 2023)